# Naomi Teshirogi
Naomi Teshirogi (japanisch 手代木 直美 Teshirogi Naomi; * 12. September 1980 auf Hokkaidō) ist eine japanische Fußballschiedsrichterassistentin.
Seit 2013 steht sie auf der Liste der FIFA-Schiedsrichter und leitet internationale Fußballspiele.
Teshirogi war unter anderem Schiedsrichterassistentin bei der Weltmeisterschaft 2015 in Kanada (als Assistentin von Sachiko Yamagishi), beim olympischen Fußballturnier 2016 in Rio de Janeiro (als Assistentin von Rita Gani), bei der U-17-Weltmeisterschaft 2018 in Uruguay, bei der Weltmeisterschaft 2019 in Frankreich und beim olympischen Fußballturnier 2020 in Tokio (jeweils als Assistentin von Yoshimi Yamashita).